# Incydent Chesapeake-Leopard
Incydent „Chesapeake”-„Leopard” – starcie morskie, które odbyło się 22 czerwca 1807 roku na wodach niedaleko Norfolk, pomiędzy brytyjskim okrętem wojennym HMS „Leopard”, a amerykańską fregatą USS „Chesapeake”. Ta ostatnia została ostrzelana przez załogę „Leoparda” poszukującą dezerterów z Royal Navy. „Chesapeake”, wychodzący po długim postoju w morze, był nieprzygotowany do walki i po kilku salwach komodor James Barron zdecydował się na poddanie jednostki. Grupa abordażowa aresztowała czterech marynarzy, z których jeden został później powieszony, zaś fregacie zezwolono na powrót do portu macierzystego, gdzie Barron został osądzony i zawieszony w prawach oficera.
Indycent wywołał wielkie wzburzenie wśród obywateli młodego państwa; pojawiły się głosy o konieczności wojny z Wielką Brytanią. Prezydent Thomas Jefferson początkowo starał się zmusić brytyjski rząd do ugody. Wobec braku skruchy ze strony ambasadorów oraz potwierdzenia zamiaru stosowania przymusowego wcielenia do marynarki Kongres Stanów Zjednoczonych wycofał się z zamiarów wojny. Polityczne fiasko zmusiło Jeffersona do podjęcia wojny ekonomicznej poprzez „Ustawę o embargu”.

## Tło

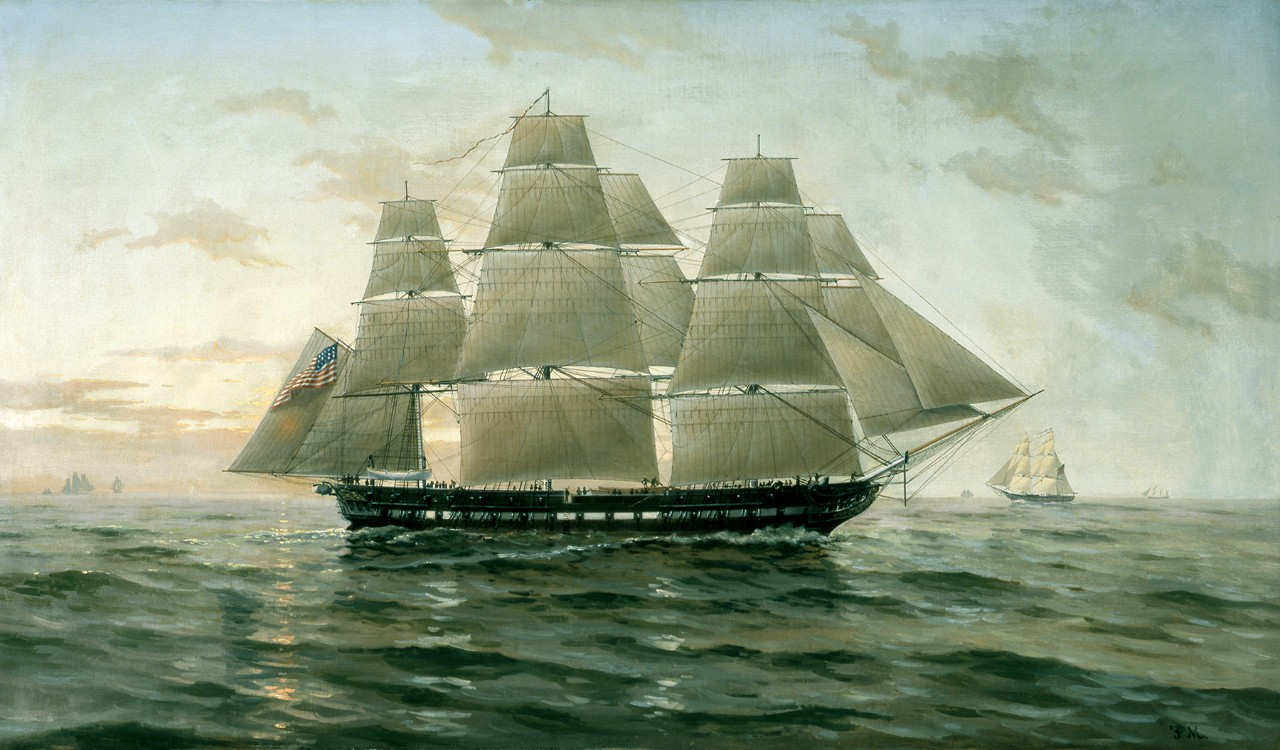
USS „Chesapeake” na obrazie F. Mullera z ok. 1900 roku

Wiosną 1807 roku, w związku z trwającym konfliktem, niektóre okręty brytyjskie zostały oddelegowane do Ameryki Północnej, aby zablokować dwa francuskie okręty liniowe trzeciej klasy zacumowane w Zatoce Chesapeake. Kilku brytyjskich marynarzy zdezerterowało z jednostek Royal Navy i skorzystało ze schronienia oferowanego przez amerykańskie władze. Jeden z nich, londyńczyk nazwiskiem Jenkin Ratford, dołączył do załogi USS „Chesapeake”. Prócz tego odgrażał się napotykanym na ulicach Norfolk brytyjskim oficerom.
Brytyjskie władze zostały powiadomione, iż dezerterzy ukrywają się w stoczni Norfolk Naval Shipyard, znajdującej się pod zarządem Stephena Decatura. Ten ostatni otrzymał list rozkazujący mu wydanie trzech mężczyzn, rzekomych zbiegów z pokładu „Melampusa”. „Chesapeake” pozostawał w tym czasie w Washington Navy Yard, gdzie szykowano go do podróży ku Morzu Śródziemnemu, jednak w Norfolk działał porucznik Sinclair, rekrutujący ludzi do załogi okrętu; wśród spisanych mieli znaleźć się zbiegowie z Royal Navy.
Wiceadmirał George Berkeley wysłał swój okręt flagowy, „Leopard”, z pisemnymi rozkazami zezwalającymi na abordaż i przeszukanie fregaty. Kapitan „Leoparda”, Salusbury Pryce Humphreys, miał odszukać dezerterów z następujących jednostek: „Belleisle”, „Bellona”, „Triumph”, „Chichester”, „Halifax” oraz kutra „Zenobia”.

## Atak i wtargnięcie
„Chesapeake”, dowodzony przez Jamesa Barrona, znajdował się na wodach w pobliżu Norfolk, kiedy napotkał go „Leopard” i wezwał do przyjęcia posłańca. Barron nie był zaalarmowany i przyjął na pokład porucznika Johna Meade’a; ten ostatni przedstawił kapitanowi rozkaz przeszukania. Po nierozstrzygającej debacie porucznik powrócił na „Leoparda”, a Humphreys, używając trąbki, wezwał „Chesapeake” do poddania. Nie doczekawszy się odpowiedzi oddał strzał ostrzegawczy, a kiedy i ten nie przyniósł skutku, wypalił pełną salwą. Fregata przygotowana była do długiej podróży, jej ładownie wypełniono sprzętem, co utrudniło ripostę – załodze „Chesapeake” udało się wypalić zaledwie z jednego działa. Barron opuścił banderę na znak poddania się. Ostrzał zabił trzech marynarzy i ranił 18, w tym Barrona. Humphreys nie przyjął kapitulacji i wysłał grupę abordażową.
Spośród tłumu zbiegłych poddanych korony znajdujących się na pokładzie amerykańskiej fregaty grupa abordażowa pojmała czterech: Daniela Martina, Johna Strachana i Williama Ware'a, zbiegłych z „Melampusa” oraz Jenkina Ratforda z „Halifaxu”. Spośród czwórki tylko Ratford urodził się w Wielkiej Brytanii. Pozostała trójka pochodziła z Ameryki Brytyjskiej; dwóch z nich było czarnoskórymi.
Rozkazy dotyczące więźniów dotarły do Halifaxu na pokładzie brygu „Columbine” na początku lipca. Poddany korony, Ratford, został skazany na śmierć i powieszony na rei „Halifaxu” 31 sierpnia 1807 roku. Trzej pozostali otrzymali karę 500 batów, którą później złagodzono.
Incydent wywołał falę protestów ze strony rządu Stanów Zjednoczonych – rząd brytyjski ostatecznie zgodził się zwrócić trzech obywateli i zaoferował zapłatę reparacji za uszkodzenie „Chesapeake'a”. W 1812 roku, w miesiąc po wybuchu wojny, szkuner „Bream” odwiózł dwóch ostatnich domniemanych dezerterów do Bostonu.

## Reperkusje
Amerykańskie społeczeństwo wybuchło gniewem – prezydent Thomas Jefferson zanotował: „Od czasu bitwy pod Lexington nie widziałem tego kraju w stanie tak jednomyślnej irytacji”. Sekretarz spraw zagranicznych James Monroe, działający wedle instrukcji sekretarza stanu Jamesa Madisona domagał się uwolnienia czterech marynarzy, odwołania admirała Berkeleya, wykluczenia brytyjskich okrętów wojennych z wód terytorialnych Stanów Zjednoczonych oraz zakazu przymusowego wcielania z jednostek pod amerykańską banderą.
Wydarzenie spowodowało ochłodzenie stosunków między oboma krajami i, choć na pewno nie było bezpośrednią przyczyną, przyspieszyło wybuch wojny. Wielu Amerykanów domagało się jej wypowiedzenia, jednak prezydent Jefferson początkowo zastosował naciski dyplomatyczne i ekonomiczne w postaci „Ustawy o embargu”.
Rząd federalny zaczynał być zaniepokojony brakiem sprzętu wojennego. Produkcja prochu strzelniczego została obłożona ochronnymi taryfami, które zapewniły sukces rodzimym fabrykom DuPont.
Prócz tego reperkusje odczuła marynarka wojenna. Społeczeństwo było zaszokowane tak szybkiem poddaniem się „Chesapeake'a”, kwestionując zdolność US Navy do obrony przed brytyjską inwazją, pomimo kosztownego i kontrowersyjnego programu budowy fregat. Sąd wojskowy oskarżył kmdr. Barrona i ukarał go zawieszeniem na okres 5 lat. Po tym okresie komodor wrócił do służby.
W 1820 roku Barron wyzwał i zabił w pojedynku kmdr. Stephena Decatura; powodem były komentarze tego ostatniego dotyczące postępowania Barrona w trakcie incydentu. Prócz tego był on członkiem trybunału skazującego.
Jeśli chodzi o „Chesapeake” to 1 czerwca 1813 roku, po długim paśmie zaskakujących zwycięstw Amerykanów, brytyjska fregata „Shannon” schwytała w pobliżu Bostonu dowodzoną przez kapitana Jamesa Lawrence’a jednostkę. Okręt służył w Royal Navy do lipca 1819 roku, kiedy został sprzedany do rozebrania w Plymouth. Części jednostki zużyto do budowy młyna wodnego Chesapeake Mill w Wickham.

## W kulturze popularnej
Incydent „Chesapeake”-„Leopard” oraz starcie „Chesapeake” kontra „Shannon” pojawia się w szóstej części cyklu „Aubrey-Maturin” The Fortune of War autorstwa Patricka O’Briana.